# Microthyrium pieridis
Microthyrium pieridis är en svampart som beskrevs av S.K. Bose & E. Müll. 1964. Microthyrium pieridis ingår i släktet Microthyrium och familjen Microthyriaceae.   Inga underarter finns listade i Catalogue of Life.